# Wilhelm Frischholz
Wilhelm Frischholz (* 16. März 1878 in Vollnkirchen im Lahn-Dill-Kreis; † 4. Mai 1943 in Frankfurt-Höchst) war ein deutscher Lehrer und Mitglied des Provinziallandtages der Provinz Hessen-Nassau.

## Leben
Nach dem Abitur und Besuch des Lehrerseminars in Usingen legte Wilhelm Frischholz dort im Jahre 1899 die erste Lehrerprüfung an, wurde an der Volksschule in Merenberg Lehrer auf Widerruf und nach der 2. Lehrerprüfung fest angestellt. Bevor er Rektor in Immenhausen wurde, war er in Überruhr als Lehrer tätig. 
Nach der Versetzung nach Unterliederbach im Kreis Höchst war er dort von 1911 bis 1942 Rektor der Volksschule. Er engagierte sich in der Politik, trat der Deutschnationalen Volkspartei bei und erhielt 1919 einen Sitz in der Stadtverordnetenversammlung Höchst.
Von 1924 bis 1925 hatte er an Stelle des Abgeordneten Albert Beil ein Mandat für den nassauischen Kommunallandtag des preußischen Regierungsbezirks Wiesbaden bzw. für den Provinziallandtag der Provinz Hessen-Nassau, in dem er einen Sitz im Wahlvorschlagsausschuss hatte.
1925 kandidierte Frischholz erfolglos für den Kommunallandtag. 